# Carlo Michelstaedter
Carlo Raimondo Michelstaedter (anche Michelstädter) (Gorizia, 3 giugno 1887 – Gorizia, 17 ottobre 1910) è stato uno scrittore, filosofo, poeta e pittore italiano.

## Biografia
Carlo Michelstaedter nasce a Gorizia, ultimo di quattro figli, da un'agiata famiglia di origini ebraiche. Il padre, Alberto, dirige l'ufficio goriziano delle Assicurazioni Generali ed è presidente del Gabinetto di Lettura goriziano. È un uomo colto, autore di scritti letterari e di conferenze, rispettoso delle usanze tradizionali ebraiche, ma solo formalmente, per rispetto borghese: egli è, anzi, un laico, un «tipico rappresentante della mentalità materialistica dell'Ottocento». Lo troviamo tra i primi soci della Società Filologica Friulana e ci ha lasciato diversi scritti in friulano goriziano. L'ebraismo non sembra quindi incidere molto sulla formazione culturale di Carlo, che scoprirà solo più tardi e con non poca meraviglia di avere un antenato cabalista. Tra gli altri membri della famiglia è da ricordare Carolina Luzzatto, prima donna italiana ad aver diretto un quotidiano.
Iscritto al severo Staatsgymnasium cittadino, fa propria la rigida Bildung asburgica. Con le traduzioni dal greco e dal latino il giovane Michelstaedter ha i primi approcci con la speculazione filosofica. A iniziarlo sono il suo professore di filosofia, Richard von Schubert-Soldern, fautore del solipsismo gnoseologico, secondo il quale tutto il sapere va ricondotto alla sfera del soggetto; e l'amico Enrico Mreule, ex compagno di classe, che gli fa conoscere Il mondo come volontà e rappresentazione, di cui resterà traccia soprattutto ne La Persuasione e la Rettorica. Nella soffitta di Nino Paternolli, oltre a Schopenhauer, leggerà e discuterà, con gli amici Nino e Rico, i tragici e i presocratici, Platone, il Vangelo e le Upanishad; e poi ancora Petrarca, Leopardi, Tolstoj, e l'amatissimo Ibsen.
Conclusi nel 1905 gli studi ginnasiali, Carlo progetta di iscriversi a giurisprudenza; in seguito abbandona l'idea e si iscrive alla facoltà di matematica dell'Università di Vienna. Ma l'anima è già – per dirla con Leopardi – «nel primo giovanil tumulto» verso un altrove ch'egli non riesce a riconoscere nella ferrea logica matematica. Si iscrive al corso di Lettere dell'Istituto di Studi Superiori Fiorentino, città in cui vivrà per quasi quattro anni e dove conoscerà, fra gli altri, Gaetano Chiavacci, futuro curatore delle sue Opere, Vladimiro Arangio-Ruiz, in seguito noto filosofo accademico e Augusto Hermet, scrittore, saggista e traduttore. Continua a ritrarre, fra tratto espressionistico e schizzo caricaturale, la varia umanità in cui s'imbatte, sia nei mesi di studio che nei periodi di vacanza al mare e in montagna.
Scrive moltissimo, in modo quasi ossessivo, dalle lettere ai familiari (in particolare alla sorella Paula) alle recensioni di drammi teatrali. Nel 1907 propone a Benedetto Croce la traduzione in lingua italiana di Il mondo come volontà e rappresentazione di Schopenhauer ma non riceverà mai risposta. Nell'aprile di quello stesso anno si era suicidata anche una donna da lui amata, Nadia Baraden (nata Haimowitch), una anarchica di origini russe, sconvolgendolo profondamente. Due anni dopo, nel 1909 un altro grave evento luttuoso segna la sua vita: la morte, per suicidio, del fratello Gino (di dieci anni più vecchio), emigrato a New York. Nell'ottobre dello stesso anno l'amico Enrico Mreule parte per l'Argentina. Questa partenza è segnata da un evento significativo, una sorta di passaggio del testimone: Carlo si fa consegnare da Rico la pistola che portava sempre con sé.
Tra il 1909 e il 1910, completati gli esami, ritorna a Gorizia e inizia la stesura della tesi di laurea, assegnatagli dal docente di letteratura greca, Girolamo Vitelli, concernente i concetti di persuasione e di retorica in Platone e Aristotele. La sua attività è febbrile: oltre alla Persuasione scrive anche la maggior parte delle Poesie e alcuni dialoghi, tra cui spicca il Dialogo della salute. Il suo isolamento diventa pressoché totale, mangia pochissimo e dorme per terra, come un asceta; vede solo la sorella e il cugino Emilio. Comunica al padre che dopo la tesi «non avrebbe fatto il professore, ma che appena laureato sarebbe andato al mare», forse a Pirano o a Grado.
Il 17 ottobre 1910, dopo un diverbio con la madre, impugna la pistola lasciatagli da Enrico Mreule e si toglie la vita. Sul frontespizio della tesi aveva disegnato una "fiorentina", una lampada ad olio, e aggiunto in greco: apesbésthen, «io mi spensi».
Amici e parenti pubblicarono le sue opere e raccolsero i suoi scritti, ora alla Biblioteca Civica di Gorizia.
Michelstaedter è sepolto nel cimitero ebraico di Valdirose (Rožna Dolina), oggi nel comune sloveno di Nova Gorica, a poche centinaia di metri dal confine con l'Italia.

## Pensiero

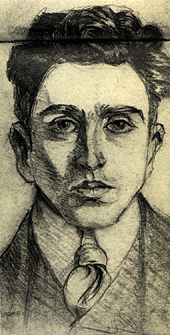
Carlo Michelstaedter in un suo autoritratto

La breve vita di Michelstaedter scorre - come risulta dall'Epistolario - all'insegna di una volontà di vivere continuamente illuminata dal desiderio di un altrimenti e di un altrove metafisico che fa di lui, già in giovane età, un impulsivo, un irrequieto esploratore di linguaggi e di mezzi espressivi, capace di spaziare dalla pittura alla poesia passando per le ripide vette della filosofia.
Nell'apologo dell'aerostato incluso ne La Persuasione e la Rettorica, l'essenza del pensiero occidentale, la rettorica, viene fatta risalire da Michelstaedter a un "parricidio": quello di Aristotele nei confronti di Platone. Questi, nella metafora costruita da Michelstaedter, escogita un mechánema, una macchina volante per abbandonare il "peso" del mondo e giungere all'Assoluto. Maestro e discepoli riescono a librarsi negli alti spazi del cielo, ma restano a metà strada, fra una mera contemplazione dell'essere e del tempo e la nostalgia della terra e delle cure mondane. A riportarli sulla terra ci pensa allora un discepolo più scaltro e intraprendente degli altri, Aristotele, il quale, tradendo il maestro, fa scendere il mechánema restituendo così a tutti «la gioia d'aver la terra sicura sotto i piedi» (La persuasione e la rettorica, p. 115). Questa nostalgia del mondo intelligibile platonico fa quindi di Michelstaedter un discepolo di Schopenhauer, più che di Nietzsche.
La costituzione della metafisica è per lui una storia di "rettorici" tradimenti, la vicenda di una verità dai grandi "persuasi" tanto proclamata agli uomini quanto da questi disattesa e inascoltata. «Quanto io dico», scrive Michelstaedter ne La persuasione e la rettorica, «è stato detto tante volte e con tale forza che pare impossibile che il mondo abbia ancor continuato ogni volta dopo che erano suonate quelle parole. Lo dissero ai Greci Parmenide, Eraclito, Empedocle, ma Aristotele li trattò da naturalisti inesperti; lo disse Socrate, ma ci fabbricarono su 4 sistemi... lo disse Cristo, e ci fabbricarono su la Chiesa».
La persuasione è la visione propria di chi ha compreso la tragicità della finitezza e ad essa vuol tener fermo, senza ricorrere a quegli «empiastri» – i kallopísmata órphnes, gli «ornamenti dell'oscurità» – che possano lenire il dolore scatenato da tale consapevolezza. L'essere è finitezza che si rivela solo nella dimensione tragica di una presenza abbacinante, ma gli uomini rigettano questa tragica consapevolezza ottundendosi, pascalianamente, nel divertissement.
Persuaso è chi ha la vita in sé, chi non la cerca alienandosi nelle cose o nei luoghi comuni della società perdendo l'irrinunciabile hic et nunc del proprio esserci, ma riesce «a consistere nell'ultimo presente», abbandonando quelle illusioni di sicurezza e di conforto che avviluppano chi vive abbagliato dalle illusioni create dal potere, dalla cultura, dalle dottrine filosofiche, politiche, sociali, religiose. È questa «la via preparata» dalla quale a tutti fa comodo non discostarsi troppo; è questo restare perennemente attaccati alla vita - la philopsychìa - a far sì che la "rettorica" trionfi sempre.
La vita, soffocata dalla ricerca dei piaceri, della potenza, finanche dalla presunzione filosofica di possedere la via e quindi la vita stessa, non vive, perché in ogni istante ciascuno rimane avvolto dalle cure per ciò che non è ancora o dal rimpianto per ciò che non è più, mancando sempre l'attimo decisivo, quello che i greci chiamavano kairós, il tempo propizio. Perciò nella vita facciamo esperienza della morte, di quella «morte nella vita» cantata – quasi una danse macabre – nel Canto delle crisalidi: «Noi col filo / col filo della vita / nostra sorte / filammo a questa morte».
Il pensiero di Michelstaedter procede di conseguenza, per liberare il potenziale di tragicità dell'esistenza, attraverso violente contrapposizioni concettuali (persuasione-rettorica, vita-morte, piacere-dolore), senza alcun tentativo di mediazione dialettica. Michelstaedter respinge, con un gesto iniziatico, l'idea di costruire una dottrina sistematica della persuasione e della salute, in quanto «la via della persuasione non è corsa da 'omnibus', non ha segni, indicazioni che si possano comunicare, studiare, ripetere. Ma ognuno ha in sé il bisogno di trovarla e nel proprio dolore l'indice, ognuno deve nuovamente aprirsi da sé la via, poiché ognuno è solo e non può sperar aiuto che da sé: la via della persuasione non ha che questa indicazione: non adattarti alla sufficienza di ciò che t'è dato». La salvezza individuale è possibile solo in una singolarità irripetibile, irriducibile, concentrata in sé.
Il solipsismo di Michelstaedter è perciò radicale: non ci sono vie, non ci sono cammini, c'è solo il viandante che nel deserto dell'esistenza è «il primo e l'ultimo», crocefisso al legno della propria sufficienza e schiacciato dalla croce di falsi bisogni. Poiché il mondo è negatività assoluta, al pensiero non resta che negare questa stessa negatività rifiutando i dati dell'immanenza: «Solo quando non chiederai più la conoscenza conoscerai, poiché il tuo chiedere ottenebra la tua vita». Si tratta di una sentenza di sapore quasi buddistico: non a caso Mreule enfatizzerà la figura dell'amico descrivendolo come «il Buddha dell'occidente».

## Produzione artistica
La produzione poetica e quella pittorica di Michelstaedter possono essere considerate un prolungamento e un completamento di questo sentimento tragico e mistico. Come nel verso poetico egli tenta di esprimere l'inesprimibile, di dire con parole ciò che sfugge al sistema di segni codificato e perciò già da sempre istituito retoricamente, così nel segno pittorico, nello schizzo rapido e scherzoso come nel ritratto composto e meditato, traluce l'impossibilità di giungere a quella che Parmenide chiamava «la ben rotonda verità»: non siamo giocati solo dalle parole, ma anche dalle immagini di una realtà fatta di colori e di forme che ci sfuggono nella loro immediatezza e alterità, «come chi vuol veder sul muro l'ombra del proprio profilo, in ciò appunto la distrugge».
Anche l'arte e la poesia, come la retorica filosofica, si rivelano infine per quello che sono: fragili orpelli di cui si orna l'oscurità dell'essere e che ogni linguaggio escogitato dall'uomo sarà sempre impotente a esprimere.

## Nella cultura popolare
La cantautrice Margherita Vicario racconta di avere "saccheggiato" un testo di Carlo Michelstaedter, La melodia del giovane divino, per scrivere il suo brano Per un bacio.
Il romanzo breve di Claudio Magris "Un altro mare" è dedicato al viaggio in Argentina e ritorno dell'amico Enrico Mreule, che continuamente rievoca gli amici Carlo e Nino e il loro pensiero.

## Opere
- Opere, a cura di G. Chiavacci, Sansoni, Firenze 1958
- Scritti scolastici, a cura di Sergio Campailla, Gorizia 1976
- Opera grafica e pittorica, a cura di Sergio Campailla, Gorizia 1976
- Il dialogo della salute e altri dialoghi, a cura di Sergio Campailla, Adelphi, Milano 1988
- Poesie  (1905-1910), a cura di Sergio Campailla, Adelphi, Milano 1987
- La Persuasione e la Rettorica (1910), a cura di Vladimiro Arangio-Ruiz, Formiggini, Genova 1913; edizione critica a cura di Sergio Campailla, Adelphi, Milano 1982 (poi, con le Appendici critiche, ivi, 1995).
- Epistolario, a cura di Sergio Campailla, Adelphi, Milano 1983; nuova edizione riveduta e ampliata, ivi, 2010
- Parmenide ed Eraclito. Empedocle, SE, Milano 2003
- L'anima ignuda nell'isola dei beati. Scritti su Platone, a cura di David Micheletti, Diabasis, Reggio Emilia 2005
- Dialogo della salute. E altri scritti sul senso dell'esistenza, a cura e con un saggio introduttivo di G. Brianese, Mimesis, Milano 2009
- La melodia del giovane divino, a cura di Sergio Campailla, Adelphi, Milano 2010
- La persuasione e la rettorica, edizione critica, a cura di A. Comincini, Joker, 2015.
- Poesie  (1905-1910), Raffaelli Editore, Rimini 2024